# Vlksice (tvrz)
Tvrz Vlksice je tvrz nacházející se ve vesnici Vlksice v okrese Písek v Jihočeském kraji. Od roku 1995 patří mezi kulturní památky.

## Historie
První písemná zmínka o vlksické tvrzi pochází z roku 1486, není ovšem jisté, zda se tato zmínka týká budovy, jež je součástí současného objektu. Opevněné sídlo ve Vlksicích však existovalo patrně již ve 13. století, které se ale zřejmě nacházelo mimo stávající objekt. Dochovaná renesanční tvrz Vlksice byla vystavěna v polovině 16. století, kdy Vlksice držel rod Tetourů z Tetova. Roku 1570 prodal Jan Tetour vlksickou tvrz s dvorem a přilehlou vesnicí Těmínovi z Těmic. V roce 1581 přešli do vlastnictví Jana Mičana z Klinštejna, který však pro dluhy musel vlksický statek roku 1597 prodat Přechovi z Hodějova. V roce 1610 správu Vlksic převzal Janův synovec Smil, jenž však po bitvě na Bílé Hoře emigroval z Čech a vlksická tvrz byla konfiskována. Roku 1621 ji zakoupil Pavel Michna z Vacínova. Jeho nástupce Mikuláš starší Bechyně z Lažan však Vlksice už v roce 1637 prodal Adamu Bedřichu Doudlebskému z Doudleb. Poté, co Adam Bedřich roku 1665 zemřel, Vlksice byly rozděleny na dva díly. Druhý díl, do kterého byla zahrnuta také tehdy neobydlená vlksická tvrz, zdědil Adamův syn Oldřich František, jež však byl špatným hospodářem. Mezi lety 1675 a 1676 skoupil oba díly Vlksic plukovník Jan Oldřich z Klebelsbergu, který je roku 1680 prodal opatovi strahovského kláštera Hyacintu Hochmannovi. Od této doby se vlksická tvrz začala používat jako sýpka. Hospodaření ve Vlksicích bylo řízeno z Milevska. Po druhé světové válce tvrz připadlo JZD, které ji využívalo především jako skladiště. Nyní tvrz patří Jiřímu Šámalíkovi a v prostorách tvrze jsou pořádána divadelní představení.
Z původní pozdněgotické stavby se dochovala pouze dvoutraktová dispozice s oddělenými místnostmi, jež se nachází v přízemí a v patře. Pozdější renesanční úprava tvrz uzavřela do dnešní půdorysné podoby a fasádu stavby pokryla sgrafitem. Následovaly barokní přestavby, které tvrz proměnily na dvoupodlažní sýpku a budově vytvořily novou nižší zvalbenou střechu. V 19. století byla dolní část sýpky přizpůsobena pro obytné účely a byla uskutečněna dvorní přístavba, jež byla však v nedávné době odstraněna.

## Popis
Tvrz Vlksice stojí na jihovýchodním okraji návsi obce na vyvýšeném svažujícím se terénu. Jedná se o jednopatrovou nepodsklepenou budovu s obdélným půdorysem a zvalbenou sedlovou střechou. Památková ochrana objektu se vztahuje i na dvůr přilehlý ke tvrzi. Budova v jihozápadní části areálu tvrze dříve sloužící jako hospodářská budova, je dnes využívána pro obytné účely. K areálu tvrze patří rovněž zahrada, ve které se dochovala studna s litinovou ruční pumpou. Na severní straně dvora se nachází novodobá brána se segmentovým záklenkem vjezdu, jež však není součástí kulturní památky.
Fasáda budovy je pokryta psaníčkovým sgrafitem. K dalším cenným prvkům exteriéru budovy patří například omítková nárožní bosáž nebo fabionová římsa. Do příčného traktu v jižní části objektu se vstupuje skrz žulový portálek s lomeným záklenkem a do třetího příčného traktu v přízemí se vchází gotickým kamenným portálem s pátečními díly. Mimořádnou památkovou hodnotu má interiér stavby, který má v severní části objektu dochovanou dispozici z renesanční stavební úpravy pozdněgotického objektu. V celém přízemí se nachází zaklenuté prostory. Severní část patra také obsahuje klenuté prostory. V objektu se rovněž zachovala černá kuchyně.